# Numericable
Numericable – główny francuski operator telewizji kablowej, oferujący obecnie pełny zestaw triple play jak i telefonię komórkową. Powstał z połączenia się kilku przedsiębiorstw kablowych, m.in. Noos, NC Numéricable i France Télécom Câble.

## Oferta telewizyjna
Oferta jest obecnie strukturalnie podobna do oferty Cyfry+ w Polsce i składa się z pakietów i opcji długoterminowych.
Struktura zmieniała się kilka razy. W czasach analogowych można było tylko wybrać między pakietem podstawowym i pakietem kompletnym a odpowiedni filtr dolnoprzepustowy był instalowany bezpośrednio na kablu klienta w zaplombowanej skrzynce rozdzielczej. Później pojawiły się dekodery analogowo-cyfrowe systemu D2MAC, co pozwoliło na kontrolowany dostęp do płatnych kanałów filmowych Canal+ (premiery), Ciné Cinémas (filmy nowe) i Ciné Cinéfil (klasyka kina). Pojawił się pierwszy kanał w formacie 16:9, France Supervision, później przekształcony w istniejące do dziś Mezzo. Przekaz D2MAC zakończył się w 1998 roku, dwa lata po wprowadzeniu skompresowanego przekazu cyfrowego MPEG2. Operator uzyskał wtedy kontrolę nad możliwościami odbioru poszczególnych kanałów cyfrowych przez każdego abonenta (i przestał się martwić o stan skrzynek rozdzielczych, które obecnie pozostają często otwarte). Pojawiła się oferta Le Kiosque kanałów filmowych płatnych za seans albo za czaso-okres (np. 24 godziny dostępu), a w przypadku kanałów erotycznych wykupić można było bardziej anonimowe żetony. Filmy były transmitowane na kilku kanałach naraz, przesunięte w czasie, co pozwalało łatwo się załapać na następny seans. Późniejsza oferta Chaînes à la carte pozwalała na wykupienie dostępu do kilku kanałów in blanco (po 3, 6 albo 9), i comiesięczne zmienianie przypisanych programów. Te dwie ostatnie oferty już nie istnieją, być może dlatego, że wymagały skomplikowanej obsługi; pozostały tylko oferty długoterminowe. Operator przeniósł także dział obsługi klientów do krajów Maghrebu.
Starsze dekodery, typu Mediasat, z oprogramowaniem SECA/Mediaguard/Mediahighway, identyczne w wyglądzie z dekoderami Cyfry+ w Polsce, można było podłączyć do gniazdka telefonicznego. W przypadku oferty Le Kiosque pozwalało to kupować programy bezpośrednio z pilota, na rachunek abonamentu. Dekodery te były także wyposażone w czytnik chipowych kart bankowych, co umożliwiało sprawdzanie ważności karty i tożsamości kupującego w przypadku płacenia kartą, ale w praktyce nie było to wykorzystywane. Złącze równoległe pozwalało na dostęp do kanału C:Direct, przez który można było ładować gry i inne oprogramowanie do komputera, pod warunkiem wykupienia specjalnej opcji abonamentowej i pasującego kabla – ten kanał przekształcił się w Game One w międzyczasie.
Dekodery oferowane obecnie, np. Philips DCR 1201/19, nie posiadają już tych trzech złącz. Pozostało tylko złącze seryjne, ale w formacie podobnym do RJ-11 i o wymiarach złącz do słuchawek telefonicznych, a nie standardowych DE-9 jak w przypadku Mediasatu. Także złącza antenowe są teraz w gwintowanym formacie F, jak dla anten satelitarnych, a nie tradycyjne wciskowe IEC. Dekoderowi także brak wyświetlacza LED, który w Mediasacie mógł pokazywać numer oglądanego kanału, bieżącą głośność albo godzinę.
System SECA/Mediaguard został złamany na przełomie lat 1990-2000, więc abonenci otrzymali w 2002 roku nowa kartę chipową na system SECA/Mediaguard 2.
Początkowo abonenci nie mogli odbierać programów naziemnej telewizji cyfrowej za pomocą normalnego dekodera DVB-T, obecnie zawsze wbudowanego w telewizor; odbiór ich wymagał użycia sprzętu DVB-C Numéricable. W przypadku instalacji gdzie cały budynek jest podłączony wyłącznie do Numéricable, przedsiębiorstwo wypożyczało dekoder cyfrowy. Według stanu na styczeń 2012 kanały były nadawane w obydwu standardach i było możliwe w wypadku tańszych abonamentów obycie się bez dekodera od Numéricable.
Kanały analogowe nie są kodowane, oprócz filtrowania. Odbieranie wersji cyfrowej kanału do którego ma się dostęp analogowy nie jest automatyczne. Kanały FTA z satelitów są kodowane przez Numéricable i odbiór wymaga karty czipowej; ich jakość może być gorsza (większa re-kompresja) od wersji satelitarnej. Kanały analogowe są czasem tworzone z wersji cyfrowej.

## Lista programów
Stan na 13 września 2007 u dawnych klientów NC Numéricable. Numeracja różni się nieznacznie w innych częściach sieci.

### Tradycyjne programy naziemne, w wersji cyfrowej
1. TF1 – główny francuski program telewizyjny, prywatny
2. France 2 – główny francuski kanał państwowy
3. France 3 – francuski państwowy program regionalny
4. Canal+ – kanał filmowy, za dopłatą
5. France 5 – kanał poznawczo-edukacyjny
6. M6 – kanał prywatny, współwłaścicielem jest RTL Group
7. Arte – kanał kulturalny

### Inne
1. Canal Info – kanał informacyjno/promocyjny Numericable
2. TV5 Monde FBS – międzynarodowy kanał francuskojęzyczny, wersja na Francję, Belgię i Szwajcarię

### Programy filmowe za dopłatą
1. Canal+ Cinéma – kanał filmowy
2. Canal+ Sport – kanał sportowy
3. Canal+ Décalé – kanał o przesuniętych w czasie programach
4. Canal+ High-tech

### Inne
1. Paris Cap

1. Telif

### Programy cyfrowej telewizji naziemnej
1. LCP – program o francuskim Zgromadzeniu Narodowym
2. NT1
3. NRJ 12 – program muzyczny
4. TMC Monte Carlo – najstarszy europejski kanał prywatny, teoretycznie z Monako, w praktyce jest produkowany w Boulogne-Billancourt pod Paryżem
5. France 4 – kanał państwowy, dawniej nazywał się Festival
6. I television – program informacyjny, dziennik telewizyjny na okrągło
7. BFM TV – program biznesowo-informacyjny
8. Gulli – program dla dzieci
9. Direct 8 – programy „na żywo” (en direct)
10. W9
11. Europe2 TV

### Kablowe kanały tematyczne
1. Sci-Fi – fantastyka naukowa
2. E! Entertainment – kanał informacyjno-rozrywkowy

1. Jimmy – filmy i seriale z, albo nawiązujące do lat 1950. i 1960.; nazwa odnosi się do Jamesa (Jimmy’ego) Deana i Jimiego Hendriksa
2. Comédie! – francuski odpowiednik Comedy Central
3. 13ème rue – programy sensacyjne
4. AB1
5. Série Club – seriale amerykańskie
6. TV Breizh – program regionalny z Bretanii
7. TF6 – program tworzony przez TF1 i M6
8. Téva – program dla Pań
9. Paris Première
10. RTL 9 – prywatny kanał nadający także naziemnie w północno-wschodniej części Francji
11. Fashion TV
12. Chez vous TV
13. Shorts TV – kanał poświęcony filmom krótko-metrażowym
14. Fox life
15. Disco real-time
16. BBC Prime – brytyjski kanał rozrywkowy dla zagranicy
17. OL TV – Olympique Lyonnais, kanał o piłce nożnej
18. OM TV – Olympique de Marseille, kanał o piłce nożnej

1. Pink TV – kanał o tematyce gejowsko-lesbijskiej, za dopłatą

### Programy sportowe
1. TPS Foot
2. Sport+
3. Eurosport
4. Equipe TV – kanał informacyjny o sporcie
5. Infosport
6. Equidia – kanał jeździecki
7. Eurosport 2
8. Motors TV
9. Extreme sports
10. AB Moteurs
11. ESPN Classic

### Programy informacyjne
1. LCI – La Chaîne Info, należy do TF1
2. Euronews – nadający z Lyonu międzynarodowy program informacyjny w 7 językach
3. France Ô – kanał zamorskich prowincji francuskich
4. Bloomberg – kanał finansowy założony przez Michaela Bloomberga, wydanie francuskie
5. CNN International – amerykański kanał informacyjny
6. Méteo – prognozy pogody
7. France 24 – francuski program informacji ze świata, po francusku
8. M6 Boutique – kanał do zakupów
9. Demain! – kanał dla szukających pracy
10. KTO – programy katolickie i kulturalne

1. Poker channel
2. Liberty TV
3. Cuisine TV – o gotowaniu
4. Guysen TV – kanał informacyjny z Izraela
5. Luxe TV
6. Beur TV – kanał francuskich Arabów
7. 3A Télésud
8. CNBC Europe
9. Berbère TV

### Inne
1. Best of shopping – telezakupy, kanał francuski

### Programy dla dzieci i młodzieży
1. Canal J
2. Tiji
3. Game One – program dla amatorów gier komputerowych
4. Télétoon
5. Boomerang
6. Nickelodeon
7. Baby TV

1. Jetix
2. Filles TV – program dla nastolatek
3. Cartoon Network
4. Piwi
5. TFOU

1. Teletoon +1
2. Ma Planète

1. Mangas
2. Jet TV
3. Cash TV

1. Disney Channel
2. Playhouse Disney
3. Toon Disney
4. Disney Channel +1
5. Disney Cinemagic +1

### Programy muzyczne
1. M6 Music Hits
2. MTV
3. MTV Pulse
4. MTV Idol
5. NRJ Hits – francuski kanał muzyczny
6. M6 Music Rock
7. M6 Music Black
8. MTV 2
9. MTV Hits
10. MTV Base

1. Trace
2. Fun TV
3. Mezzo
4. MCM Top
5. MCM
6. MCM Pop

1. Tele Melody

### Programy podróżniczo-krajoznawcze
1. Planete
2. Planete Thalassa
3. Planete No Limit
4. Voyage
5. TV8 Mont Blanc

1. Ushuaia TV
2. National Geo
3. Discovery Channel
4. Odyssée
5. Histoire

1. Encyclopedia
2. Escales
3. Animaux – program o zwierzętach
4. Chasse et Pêche – program o łowiectwie i wędkarstwie
5. FIT i T.L'histoire
6. Seasons

### Kanały filmowe, za dopłatą
1. TCM (Turner Classic Movies) – klasyka kina amerykańskiego

1. Cine Polar – kryminały
2. Cine FX – kino z efektami specjalnymi
3. Action – kino akcji
4. Ciné Cinéma Premier – filmy premierowe
5. Ciné Cinéma FAMIZ – filmy rodzinne
6. Ciné Cinéma EMOTION – melodramaty
7. Ciné Cinéma FRISSON – filmy sensacyjne
8. Ciné Cinéma CULTE – filmy kultowe
9. Ciné Cinéma CLASSIC – klasyka kina
10. Ciné Cinéma STAR – kino z gwiazdami
11. Ciné Cinéma 16:9 – filmy w formacie 16:9

1. TPS STAR

### Kanały erotyczne, za dopłatą
1. DORCEL TV
2. XXL
3. Hustler TV

1. XXX Xtreme

### Kanały międzynarodowe
1. Canal Algérie – program algierski dla emigrantów
2. 2M Maroc – drugi program państwowej telewizji marokańskiej
3. TV7 – program tunezyjski
4. Al Masriya – program egipski o tematyce ogólnej. Pokazuje także filmy i seriale
5. A3 – program arabskojęzyczny
6. Abu Dhabi TV – program ze Zjednoczonych Emiratów Arabskich
7. Al Jazeera International – wersja angielskojęzyczna katarskiego kanału informacyjnego
8. Al Arabiya – kanał informacyjny z Dubaju
9. Al Jazeera – wersja arabskojęzyczna katarskiego kanału informacyjnego
10. RTM – Radio Télévision du Maroc, pierwszy program państwowej telewizji marokańskiej
11. RTPI – portugalski program dla emigrantów
12. Rai Uno – pierwszy program telewizji włoskiej
13. TVE 1 – program hiszpański
14. BBC World News – informacyjny program brytyjski
15. Deutsche Welle – program niemiecki
16. Sky News – brytyjski kanał informacyjny
17. TRT – program turecki
18. Al Maghribia – program marokański dla emigrantów
19. ANN – Arab News Network, z Londynu
20. Al-Dżazira Child – dla dzieci
21. Arirang TV – program koreański

1. ARM1  – program armeński
2. Bulgaria TV
3. SIC – Sociedade Independente de Comunicação, trzeci program portugalski
4. Dubai TV
5. Duna TV – program węgierski
6. ERT SAT Europe
7. Jordan
8. Kurdistan TV
9. Kuwait TV
10. Libya
11. MBC Maghreb
12. Medi 1 Sat
13. OMAN TV
14. Channel 1 Russia – kanał rosyjski
15. Qatar TV – kanał arabski
16. TVR International – państwowy kanał rumuński dla emigrantów
17. RTR Planeta – państwowy program rosyjski
18. Saudi Channel 1
19. SAT 7 – kanał arabski
20. Szardża – kanał arabski
21. Syria SAT
22. Polonia 1 – program polski; czasem pojawia się TV Polonia
23. VIVA Polska
24. France 24 English – wersja angielskojęzyczna France 24

### Kanały sportowe
1. ESPN Classic Europe – kanał sportowy
2. NASN – North American Sports Network, kanał sportowy

### Programy analogowe
Odbiór tych kanałów nie wymaga dekodera, i może się odbywać bezpośrednio z kabla. Abonenci mający tylko najtańszy abonament (typu „Découverte”, w odróżnieniu od „Evasion”) mogą mieć na kablu zainstalowany filtr dolnoprzepustowy, który odcina droższe kanały. Nowsze dekodery, np. Philips DCR 1201/19, nie oferują już tych programów.
1. TF1
2. France 2
3. France 3

1. France 5 za dnia i ARTE wieczorem
2. M6
3. TV5 Monde FBS
4. Mosaique i Météo
5. TMC
6. RTL 9
7. Equipe TV
8. Planete
9. Voyage
10. Eurosport
11. LCI
12. Paris Première
13. Comédie!
14. 13ème rue
15. I Television
16. Canal Europe – w zależności od dnia tygodnia transmitowany jest niemiecki RTL, włoski Rai Uno albo hiszpański TVE.
17. CNN
18. MCM
19. Canal J za dnia i Jimmy wieczorem

### Programy radiowe
W dekoderach Mediasat wszystkie programy radiowe były na tej samej pozycji 450, i wybór dokonywał się poprzez menu graficzne. W nowszych Philips DCR 1201/19, odbiór stacji radiowych odbywa się po przełączeniu dekodera do trybu radiowego, na osobnych kanałach, których numery zaczynają się od 451. W obydwu przypadkach jest dostęp do tych samych stacji.
1. Les Radios – francuskie programy radiowe
2. Chérie FM
3. Europe 1 – program ogólny
4. Europe 2
5. Fun Radio
6. NRJ – Nouvelle Radio Jeunes
7. Radio Classique – muzyka poważna, stacja dla businessmanów
8. RFM
9. RTL – najpopularniejsza francuska stacja prywatna
10. RTL2
11. FIP – France Inter Paris
12. France Culture – państwowy program kulturalny
13. France Info – państwowy program informacyjny
14. France Inter – państwowy program ogólny
15. France Musiques – państwowy program muzyczny, eklektyczny

1. Le Mouv'
2. La City Radio – France Bleu z Paryża, publika starsza
3. MC Doualiya
4. Rire & Chansons – dowcipy, skecze i piosenki
5. RMC Info – Radio Monte-Carlo
6. Nostalgie – stare piosenki
7. RFI
8. Fréquence Jazz
9. TSF 89.9
10. BFM – Business FM
11. Skyrock
12. Radio Nova
13. Radio FG – Futur Génération albo kiedyś Fréquence Gaie, kanał głównie muzyczny
14. Vibration
15. Contact
16. Radio Latina
17. Alouette
18. Voltage
19. OUI FM
20. ADO
21. Couleur 3
22. RFI Multilingues
23. Radio Notre-Dame
24. Radio Alfa
25. RCJ/Shalom – radio żydowskie
26. Beur FM – radio Arabów
27. Sud Radio – radio z południa Francji
28. Medi 1
29. WRN
30. BBC Arabic
31. BBC World News Service